# Kryegjata
Kryegjata vagy Kryegjata-völgy (albán Lugina e Kryegjatës) az ember legkorábbi ismert őskori települése a mai Albánia területén, a Vjosa adriai torkolatvidékén, amelynek legrégibb rétegei egy 40 000 évvel ezelőtt, a paleolitikumban élt vadászó-gyűjtögető közösség tárgyi emlékeit őrzik. A helyszín a mezolitikum végéig az őskor emberének lakhelyéül szolgált, különösen az i. e. 8000–6000 közötti évezredek tárgyi leletei vallanak intenzív emberi jelenlétről.

## Leírása
A Muzafer Korkuti albán és Jack L. Davis amerikai régész vezetésével zajló feltárómunka 1998-ban vette kezdetét és 2003-ban zárult az albán régészeti hatóságok és a Cincinnati Egyetem által létrehozott Mallakastrai Regionális Régészeti Projekt keretein belül. Az ókori Apollónia romvárosának közelében, a Vjosa torkolat feletti szakaszát északról és északnyugatról övező dombhátakon, mintegy 35 km²-nyi területen végzett szondázó ásatások során ötvenkilenc feltárás történt.
A lelőhely tágabb környezetét a középső paleolitikumtól, 40 000 évvel ezelőttől a mezolitikumig lakta az ember. A mintegy 8000 m²-es területen szétszóródott kőeszközök arról vallanak, hogy időszakos hajlékát folyamatosan változtatva i. e. 8000–6000 lakta be a kor embere a legintenzívebben a vidéket. A két legjelentősebb lelőhely a Kryegjata B és a tengerparttól távolabb eső Rusinja néven ismert helyszínek. Az ásatások során a korabeli népesség pattintott kőeszközanyagának 3335 darabját gyűjtötték össze a két helyszín kutatóárkaiból (bőrvakarókat, marokvésőket, lyukasztóeszközöket stb.). A korpusz mintegy felén elvégzett anyagvizsgálatok alapján, a Bordes-féle tipológiai rendszer figyelembevételével a kutatók megállapították, hogy az eszközök 30,9%-a az őskőkorra, 67,6%-a a középső kőkorra keltezhető, míg a fennmaradó 1,5% az újkőkorban keletkezett. A paleolitikumi kőeszközök mérete átlagban mintegy duplája a mezolitikumiaknak, amely utóbbiak hossza ritkán haladja meg a 2 centimétert. Technológiai vonatkozásban a paleolitikumi eszközök a mikrobüren-technika alkalmazásával készültek (azaz fokozatosan mélyített bevölgyeléssel érték el a kő szétpattanását), míg a mezolitikumi kőtárgyak már differenciáltabb technikákról vallanak: kőszilánkok, pengék és szabálytalan töredékek retusálásával állították elő őket.